# Ernest Feydeau
Ernest-Aimé Feydeau (Parigi, 16 marzo 1821 – Parigi, 29 ottobre 1873) è stato uno scrittore francese.

## Biografia
Figlio di un ufficiale napoleonico, sposò nel 1847 Agnès-Octavie Blanqui, figlia del noto rivoluzionario, la quale morì nel 1859 e Feydeau si risposò con una donna «galante»,  Léocadie Bogaslawa Zelewska, nipote del visconte di Calonne. Durante il loro matrimonio nacquero Georges (1862-1921), futuro commediografo di successo, e Valentine, nel 1866. Sembra che il padre naturale dei suoi figli fosse in realtà il duca de Morny.
Ernest Feydeau ha legato la sua fama ai romanzi Fanny, un'analisi della gelosia, e Souvenirs d'une cocodette, écrits par elle-même, pubblicato postumo, che fecero scandalo. Descrisse anche i costumi delle popolazioni arabe colonizzate, secondo il gusto orientalizzante allora in voga.
Morì nel 1873 e fu sepolto nel cimitero di Montmartre. La vedova si risposò nel 1876 con Henry Fouquier.

## Scritti
- Fanny, Paris, Amyot, 1858
- Les quatre saisons, Paris, Didier et compagnie, 1858
- Alger, Paris, Michel Lévy Frères, 1862
- Monsieur de Saint-Bertrand, Paris, Michel Lévy Frères, Paris, 1863
- Le Secret du bonheur, Paris, Michel Lévy Frères, 1864
- Histoire des usages funèbres et des sépultures des peuples anciens, Paris, Gide Libraire-éditeur, 1866
- La Comtesse de Chablis, Paris, Michel Lévy Frères, 1868
- Théophile Gautier. Souvenirs intimes, Paris, E. Plon et Cie, 1874
- Souna. Moeurs arabes, Paris, Calmann Lévy, 1876
- Mémoires d'une demoiselle de bonne famille, Bruxelles, Société des bibliophiles, chez Henry Kistemaeckers, 1877; 2ª ristampa con il titolo Souvenirs d'une cocodette, écrits par elle-même, Bruxelles, Gay et Doucé, 1878